# ナイアガラ (魚雷艇母艦)
ナイアガラ (USS Niagara) はアメリカ海軍の艦艇。元は民間のヨット「Hi-Esmare（またはHi-Esmaro）」で、海軍に購入され哨戒砲艦、次いで魚雷艇母艦に類別された。

## 艦歴
「Hi-Esmare（またはHi-Esmaro）」はバス鉄工所で建造され、1928年11月14日に起工、1929年6月7日に進水し、8月20日に引き渡された。1940年10月16日に海軍に購入され、ニューヨーク海軍工廠で沿岸機雷敷設艦 (coastal minelayer) へ改装された。1940年11月12日に「ナイアガラ」と改名。同年11月15日に哨戒砲艦 (patrol gunboat) に類別される。1941年1月20日就役。
1941年10月9日に真珠湾に到着。真珠湾攻撃のときはフィジーへの船団護衛中であった。それから戻った後は1942年4月1日まで魚雷艇の母艦をつとめ、それからパナマ運河地帯で活動。次いでニューポートで魚雷艇の訓練部隊の練習艦とされた。
11月27日、「ナイアガラ」はパナマ運河経由で南西太平洋へ向かった。その途中の1943年1月13日に魚雷艇母艦 (motor torpedo boat tender) に類別変更されている。1943年1月17日にヌメアに着き、第23魚雷艇隊 (Motor Torpedo Boat Division 23) の母艦となった。1月27日に魚雷艇隊と共にツラギへ向け出発し、2月17日に到着した。
4月7日、ガダルカナル・ツラギ地域は日本軍の空襲を受けた。Maliali川に停泊していた「ナイアガラ」は艦尾に繋いでいた掃海艇「Rail」とともに川を下り、川をさかのぼってきた日本軍機と交戦した。

### 沈没
5月22日、「ナイアガラ」と第23魚雷艇隊はニューギニアへ向けツラギを出発した。
翌日、「ナイアガラ」は1機の日本軍機に爆弾4発で攻撃され、それらは至近弾となった。続いて七〇二空の攻撃隊6機の攻撃を受けて命中弾1発と複数の至近弾を受けた。「ナイアガラ」は急速に傾斜し、退艦命令が出された。乗員は魚雷艇に救助された。その後「ナイアガラ」は炎に包まれた。「PT–147」が魚雷1本を撃ち込み、「ナイアガラ」は爆発を起こし沈没した。
「ナイアガラ」乗員136名のなかで死亡したり重傷を負ったものは一人もいなかった。

## 要目
- 満載排水量：1,022英トン（1,038 トン）
- 全長：267フィート（81メートル）
- 全幅：35フィート（11メートル）
- 吃水（満載時）：17フィート（5.2メートル）
- 機関：ディーゼルエンジン2基、1,500馬力（1,119キロワット）、スクリュー2基
- 速力：16ノット
- 乗員：139名
- 兵装：3インチ砲2門（砲艦時）